# Lorenzo Franci
Lorenzo Franci, noto anche con lo pseudonimo di Pirrino (Dofana, 7 maggio 1858 – ...), è stato un fantino italiano.

## Biografia
Figlio del fantino Angelo Franci detto Pirro (da cui il soprannome Pirrino), disputò 26 volte il Palio di Siena, vincendolo in 3 occasioni. Vinse con i colori di due contrade, e sempre in agosto: il 16 agosto 1877 ed il 17 agosto 1890 per l'Oca, 16 agosto 1888 per la Civetta.
Vinse anche una quarta volta nel "Palio alla romana" del 17 agosto 1891, con la Civetta; tale Palio non è considerato ufficiale, e non conteggiato nell'Albo delle vittorie del Palio di Siena.
Un aneddoto legato alla sua carriera paliesca dimostra come Pirrino sia stato il primo fantino della storia del Palio ad essere stato pagato pur di non montare a cavallo. Nel 1892 doveva infatti montare nell'Aquila un cavallo inizialmente ritenuto mediocre, ma che successivamente si scoprì essere eccellente grazie alle doti di fantino di Pirrino stesso. Per questa ragione i dirigenti aquilini, in quel periodo fortemente legati ed influenzati dagli ondaioli, preferirono pagare Pirrino seicento lire per non correre in alcuna contrada, e in caso di vittoria di Bozzetto nell'Onda.

## Presenze al Palio di Siena
Le vittorie sono evidenziate ed indicate in neretto.
| Palio          | Contrada     | Cavallo                          |
| -------------- | ------------ | -------------------------------- |
| 16 agosto 1877 | Oca          | Grigio di A. Amaddii             |
| 2 luglio 1878  | Onda         | Baio di N. Ceccarelli            |
| 2 luglio 1879  | Chiocciola   | Baio di F. Grassini              |
| 17 agosto 1879 | Leocorno     | Baio di F. Grassini              |
| 16 agosto 1880 | Lupa         | Baio di N. Nardi                 |
| 16 agosto 1881 | Valdimontone | Grigio di C. Ancilli             |
| 3 luglio 1882  | Nicchio      | Baio di E. Tanzini               |
| 16 agosto 1882 | Lupa         | Grigio di B. Guadarti            |
| 2 luglio 1883  | Tartuca      | Morello di A. Amaddii            |
| 16 agosto 1833 | Valdimontone | Baio di R. Bellini               |
| 2 luglio 1884  | Tartuca      | Morello di S. Merlotti           |
| 16 agosto 1884 | Torre        | Baio di S. Nardi                 |
| 4 luglio 1886  | Leocorno     | Baio di L. Beligni               |
| 16 agosto 1886 | Nicchio      | Grigio di G. Coradeschi (scosso) |
| 16 luglio 1887 | Leocorno     | Morello di E. Tanzini            |
| 2 luglio 1888  | Nicchio      | Grigio di P. Brandani            |
| 16 agosto 1888 | Civetta      | Farfallina                       |
| 4 luglio 1889  | Chiocciola   | Baio di A. Fanetti               |
| 16 agosto 1889 | Torre        | Farfallina                       |
| 2 luglio 1890  | Onda         | Baio di A. Barducci              |
| 17 agosto 1890 | Oca          | Carbonello                       |
| 2 luglio 1891  | Oca          | Grigio di V. Ramalli             |
| 16 agosto 1891 | Civetta      | Baio di P. Mattii                |
| 17 agosto 1891 | Civetta      | Baio di A. Butini                |
| 16 agosto 1892 | Nicchio      | Grigio di V. Ramalli (scosso)    |
| 2 luglio 1893  | Leocorno     | Baio di S. Borgogni (scosso)     |